# Lijst van staatshoofden van Rwanda
Dit artikel geeft een lijst van staatshoofden van Rwanda.

## Beknopt overzicht
| 1960 | Ruanda-Urundi krijgt autonomie.             |
| 1961 | Koning (Mwami) Kigeli V van Rwanda afgezet. |
| 1962 | Onafhankelijkheid. Republiek Rwanda.        |

## Staatshoofden van Rwanda (1931-heden)

### Koningen (1931-1961)
| Monarch | Monarch                | Regeringsperiode |
| ------- | ---------------------- | ---------------- |
|         | Mutara III (1912-1959) | 1931-1959        |
|         | Kigeli V (1936-2016)   | 1959-1961        |

### Presidenten (1961-heden)
| Nr. | President | President                                   | Ambtstermijn                      | Partij    | Partij | Verkiezing |
| --- | --------- | ------------------------------------------- | --------------------------------- | --------- | ------ | ---------- |
| -   |           | Dominique Mbonyumutwa (1921-1986) Voorlopig | 28 januari 1961 - 26 oktober 1961 | Parmehutu |        |            |
| 1   |           | Grégoire Kayibanda (1924-1976)              | 26 oktober 1961 - 5 juli 1973     | Parmehutu |        | 1961       |
| 1   | 1965      | Grégoire Kayibanda (1924-1976)              | 26 oktober 1961 - 5 juli 1973     | Parmehutu |        |            |
| 1   | 1969      | Grégoire Kayibanda (1924-1976)              | 26 oktober 1961 - 5 juli 1973     | Parmehutu |        |            |
| 2   |           | Juvénal Habyarimana (1936-1994)             | 5 juli 1973 - 6 april 1994        | MRND      |        | 1978       |
| 2   | 1983      | Juvénal Habyarimana (1936-1994)             | 5 juli 1973 - 6 april 1994        | MRND      |        |            |
| 2   | 1988      | Juvénal Habyarimana (1936-1994)             | 5 juli 1973 - 6 april 1994        | MRND      |        |            |
| -   |           | Théodore Sindikubwabo (1928-1998) Interim   | 8 april 1994 - 19 juli 1994       | MRND      |        |            |
| 3   |           | Pasteur Bizimungu (1950)                    | 19 juli 1994 - 23 maart 2000      | FPR       |        |            |
| 4   |           | Paul Kagame (1957)                          | 24 maart 2000 - heden             | FPR       |        | 2000       |
| 4   | 2003      | Paul Kagame (1957)                          | 24 maart 2000 - heden             | FPR       |        |            |
| 4   | 2010      | Paul Kagame (1957)                          | 24 maart 2000 - heden             | FPR       |        |            |
| 4   | 2017      | Paul Kagame (1957)                          | 24 maart 2000 - heden             | FPR       |        |            |